# Ломаная улица (Санкт-Петербург)
Ло́маная улица — улица в Московском районе Санкт-Петербурга. Проходит от площади Московских Ворот до Цветочной улицы.

## История
Наименование Ломаная улица дано 5 марта 1871 года, связано с конфигурацией проезда («улица имеет несколько заворотов»). Существовали также варианты Ломанская улица и Ломанная улица.

## Достопримечательности
- ЗАО завод Ленремточстанок (дом 10)